# Theodor-Heuss-Brücke (Magonza)
Il Theodor-Heuss-Brücke è un ponte pedonale e carrabile sul fiume Reno tra il centro storico di Magonza, sulla riva nord, e Mainz-Kastel, sulla riva sud, a Wiesbaden. È intitolato al primo Presidente della Repubblica Federale Tedesca Theodor Heuss.
L'attuale struttura fu aperta nel 1885, sul luogo di due precedenti attraversamenti e in particolare al posto di un ponte romano costruito nel 30. Il Theodor-Heuss-Brücke è di ferro con cinque arcate e decorazioni neogotiche.
Il colore dominante del ponte è il verde.